# Neuseeländischer Forellenhechtling
Der Neuseeländische Forellenhechtling (Prototroctes oxyrhynchus), in der Sprache der Māori als upokororo bezeichnet, ist eine ausgestorbene neuseeländische Fischart aus der Gattung der Forellenhechtlinge innerhalb der Familie der Neuseelandlachse (Retropinnidae). Sein einziger lebender Verwandter ist der Australische Forellenhechtling (Prototroctes maraena), der in Australien und Tasmanien beheimatet ist.

## Merkmale
Der Neuseeländische Forellenhechtling erreichte eine Länge von 50 Zentimetern und ein Gewicht von über 1,4 Kilogramm. Des Weiteren war er durch eine hohe Rückenflosse gekennzeichnet. Seine exakte Farbe ist nicht bekannt. Exemplare, die auf ihrem Weg vom Meer stromaufwärts gefangen wurden, waren silbrig und hatten einen schieferblauen Rücken. Einige Monate später wurden jedoch häufig Exemplare gefunden, die einen rötlich braunen, grau gesprenkelten Rücken und eine goldene Tönung am Bauch aufwiesen.

## Lebensweise
Seine Lebensweise ist nicht erforscht und deshalb sind Informationen über ihn meist spekulativ oder basieren auf Vergleichen mit dem Australischen Forellenhechtling. Gelegentlich berichteten die Māori von „großen Schwärmen geschlechtsreifer Fische, die stromaufwärts wanderten“. Er wurde selten weiter als 50 km vom Salzwasser entfernt beobachtet. Er bevorzugte schnellströmende Gewässer und die Steinbetten von Bächen und Flüssen. Obwohl er oft mit Köderhaken gefangen wurde, deuten seine Zähne und sein Magen-Darm-Trakt darauf hin, dass er vornehmlich Algenfresser war. Zeitgenössischen Berichten zufolge ging er nachts auf Nahrungssuche. Die Neuseeländischen Forellenhechtlinge hatten vermutlich eine amphidrome Lebensweise, das heißt, sie laichten im Süßwasser und die geschlüpften Larven wurden von der Strömung ins Meer gespült. Sie entwickelten sich im Plankton und kehrten als geschlechtsreife Tiere in die Laichreviere zurück.

## Aussterben

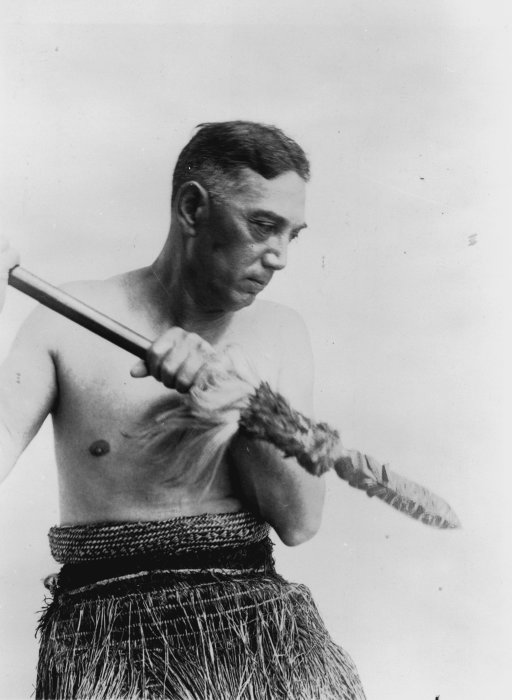
Te Rangi Hiroa fing einige der letzten Exemplare des Neuseeländischen Forellenhechtlings

Bis in die 1860er Jahre galt er sowohl auf der Nordinsel als auch auf der Südinsel als häufig. Britische Sportangler führten jedoch ab 1870 Bachforellen und Regenbogenforellen nach Neuseeland ein. Die Forellen breiteten sich schnell in den neuseeländischen Flusssystemen aus und verdrängten den Neuseeländischen Forellenhechtling aus seinem Lebensraum. Des Weiteren sorgte die Abholzung der schattenspendenden Bäume entlang der Gewässer für eine stärkere Sonneneinwirkung auf die Wasseroberfläche und somit für einen Anstieg der Wassertemperatur. 1874 war die Population des Waikato Rivers ausgestorben. Als 1904 ein Exemplar gefangen wurde und in einem Hotel ausgestellt wurde, galt er als große Rarität. Im März 1923 fing der Māori Te Rangi Hīroa (auch bekannt als Sir Peter Buck) ein paar Exemplare im Waiapu River im Nordosten Neuseelands. 1930 erwarb das Britische Museum ein Exemplar unbekannten Datums und Herkunft.